# 今村雅樹
今村 雅樹（いまむら まさき、1953年 - ）は、日本の建築家。日本大学理工学部教授。日本建築家協会 JIA新人賞、日本建築学会 教育賞・作品選奨、日本建築士会連合会賞など多数受賞。長崎県長崎市生まれ。

## 略歴
- 1953年、長崎県長崎市生まれ
- 1972年、長崎県立長崎南高等学校卒業
- 1977年、日本大学理工学部建築学科卒業
- 1979年、日本大学大学院理工学研究科博士前期課程修了（宮川英二研究室）
- 1989年、伊藤喜三郎に師事後、今村雅樹＋TSCAを設立
- 1992年、今村雅樹アーキテクツ㈲を設立。 日本大学理工学部建築学科、東京電機大学他で非常勤講師
- 2000年、日本大学理工学部建築学科・大学院理工学研究科助教授
- 2005年、日本大学理工学部建築学科・大学院理工学研究科教授
- 2019年、日本大学特任教授

## 受賞と作品
- 1989年、「大阪平和資料館（大阪ピースセンター）」公開設計競技／2位入賞
- 1991年、「LIGHT-FISH（軽井沢の別荘）」：東京建築賞
- 1992年、「YMD（山田照明新社屋）」： 東京建築賞
- 1993年、「ヨックモック (企業)|ヨックモック青山カフェ」： 商環境デザイン賞
- 1995年、「横浜港国際客船ターミナル」国際公開設計競技／３位入賞
- 1996年、「太田市休泊地域総合センター」指名設計競技／最優秀賞
- 1997年、「TH奈良の家 ：SDレビュー
- 1999年、「太田市総合ふれあいセンター（現：太田市休泊地域行政センター）」：日本建築家協会JIA新人賞、
- 2000年、 同上 ： 日本建築士会連合会賞優秀賞
- 2001年、 同上 ： 日本建築学会作品選奨
- 2003年、「くまもとアートポリス合志市保健福祉センター（旧：西合志町保健福祉センター）」：日本建築学会作品選奨
- 2003年、 「日田市総合文化施設」公開設計競技／2位入賞
- 2003年、「太田市立沢野中央小学校」：文部科学省文教施設協会賞、日本建築士会連合会賞
- 2005年、「韓国釜山グアンボック通り再活性」PIFF 国際公開設計競技／2位入賞
- 2006年、「所沢優々の森保育園 puca puca」：日本建築学会作品選集、日本建築家協会優秀建築選
- 2010年、「日本大学理工学部再生5号館」：日本建築学会作品選集、BELCA賞
- 2010年、「日本大学理工学部船橋キャンパスサークル棟」 ：日本建築学会作品選集、日本建築家協会優秀建築選、千葉県建築文化賞
- 2011年、「前橋市美術館（アーツ前橋）」公開設計競技／3位入賞
- 2011年、「京都府総合資料館」公開コンペ／入選
- 2012年、「石田眼科」： 日本建築学会作品選集、日本建築家協会優秀建築選
- 2013年、「新瀬戸内市立図書館」プロポーザル／最終5選
- 2013年、「ふなばし三番瀬海浜公園活用設計提案」プロポーザル／2位入賞
- 2014年、「熊本県医師会館」公開設計プロポーザル最優秀賞
- 2019年、「熊本県医師会館」 ：照明デザイン賞、建築九州賞（佳作作品）、日本建築学会作品選集、日本建築家協会優秀建築選
- 2019年、 「建築トークイン上越」 ： 日本建築学会教育賞

## 著書
- 「建築の言語」ヴィジュアル版建築入門5 共著彰国社
- 「パブリック空間の本」共著 彰国社 他